# Orlando Montecé
Orlando Montecé (* Babahoyo, Ecuador, 8 de mayo de 1994) es un futbolista ecuatoriano, juega de defensa central en el Delfín Sporting Club de la Serie A de Ecuador.

## Trayectoria
Orlando se inició en las divisiones menores de Club Sport Emelec, integró la sub-18 en el 2012, desde el siguiente año fue parte de las reservas hasta finales del 2015, el siguiente año se vinculó al Club Deportivo Venecia de su ciudad natal, club donde logró debutar como profesional.

## Clubes
| Club      | País    | Año   |
| --------- | ------- | ----- |
| Venecia   | Ecuador | 2016  |
| Delfín SC | Ecuador | 2016- |